# Hansa-Brandenburg W.18
Die Hansa-Brandenburg W.18 war ein deutsches Flugboot des Ersten Weltkriegs, das von der Marine Österreich-Ungarns eingesetzt wurde.

## Entwicklung
Die W.18 wurde als Jagdflugboot für die k.u.k. Marine entworfen. Als Grundlage für die Konstruktion diente dem Chefkonstrukteur von HBF, Ernst Heinkel, das Flugboot CC von 1916 beziehungsweise dessen Weiterentwicklung W.17, bei der er die als Verbindung zwischen Ober- und Unterflügel dienende, relativ schwere Heinkelsche „Strebenspinne“ durch Schrägverstrebungen und einen freitragenden, wesentlich verkürzten Unterflügel ersetzt hatte. Diese Konfiguration wurde aber nicht weiter verfolgt und die W.17 blieb ein Einzelstück. Heinkel verlängerte bei der W.18 die untere Flügelspannweite wieder auf etwa die des Oberflügels und verwendete für das Tragwerk je ein I-Strebenpaar pro Seite für die Verbindung der Außenflügel, die den Luftwiderstand im Vergleich zum Typ CC erheblich verkleinerten.
Die Produktion wurde den Phönix Flugzeugwerken in Wien-Stadlau übertragen, deren Besitzer Camillo Castiglioni ebenfalls Eigentümer der Hansa- und Brandenburgischen Flugzeugwerke war. 47 bzw. 48 Exemplare, die zwischen Juli 1917 und Januar 1918 zur Auslieferung kamen, wurden gebaut. Andere Quellen geben eine Stückzahl von 60 produzierten Exemplaren an. Die als Type A bezeichneten Flugboote waren mit Austro-Daimler- oder Hiero-Triebwerken mit 200 beziehungsweise 220 PS ausgerüstet, mit denen sie Höchstgeschwindigkeiten von 170 bis 190 km/h erreichten, was sie zu Beginn ihres Einsatzes als Begleitschutz- und Abfangjäger im Adriaraum schneller als alle Flugzeuge des italienischen Kriegsgegners machte. Als Bewaffnung erhielten sie ein starres 7,9-mm-MG im Bug.
Eine W.18 erhielt die (deutsche) Marinenummer 2138 und wurde mit einem Bz-III-Motor von 150 PS und zwei Maschinengewehren im Bug ausgerüstet. Sie wurde im Dezember 1917 vom Seeflugzeug-Versuchskommando (SVK) der Kaiserlichen Marine übernommen und erprobt, zog aber kein weiteres Interesse nach sich.

## Aufbau
Die W.18 war ein verspannter und verstrebter Doppeldecker mit Tragflächen fast gleicher Spannweite und gepfeilten Unterflügeln, unter denen im äußeren Bereich zwei flache Stützschwimmer befestigt waren. Auf einem auf dem Rumpf aufgesetzten Strebenbock befand sich der Motor mit einer Luftschraube in Druckkonfiguration. Der Kühler befand sich im Oberflügel. Der hölzerne Bootsrumpf besaß eine Stufe und verjüngte sich zum Heck. Zum Schutz vor Spritzwasser waren Höhen- und Seitenleitwerk erhöht am Heck angebracht.

## Technische Daten
| Kenngröße             | Daten (W.18)                                  |
| --------------------- | --------------------------------------------- |
| Besatzung             | 1                                             |
| Spannweite            | oben 10,70 m unten 10,30 m                    |
| Länge                 | 8,15 m                                        |
| Höhe                  | 3,45 m                                        |
| Flügelfläche          | 34,38 m²                                      |
| Rüstmasse             | 875 kg                                        |
| Zuladung              | 270 kg                                        |
| Startmasse            | 1145 kg                                       |
| Antrieb               | ein wassergekühlter Sechszylinder-Reihenmotor |
| Typ                   | Benz Bz III                                   |
| Nennleistung          | 150 PS (110 kW)                               |
| Höchstgeschwindigkeit | 160 km/h in Bodennähe                         |
| Steigzeit             | 5 min auf 1000 m Höhe 23 min auf 3000 m Höhe  |
| Bewaffnung            | zwei starre 7,9-mm-MG                         |